# رابرت دبلیو. کستن جونیور
رابرت دبلیو. کستن جونیور (به انگلیسی: Robert W. Kasten Jr.) سناتور سابق عضو حزب جمهوری‌خواه ایالات متحده آمریکا بود. وی در سال ۱۹۸۱ تا ۱۹۹۳ میلادی سناتور ایالت ویسکانسین در سنای ایالات متحده آمریکا بود.